# واهرام ماویان
واهرام ماویان (به ارمنی: Վահրամ Մաւեան) (زاده ۱۹۲۶ میلادی در اورشلیم - وفات ۱۹۸۳ میلادی در لیسبون)، شاعر و نویسنده ارمنی بود.

## زندگی‌نامه
تحصیلات ابتدایی را در زادگاهش آغاز کرد و سپس دوره متوسط را در کالج انگلیسی اورشلیم به پایان برد. در سال‌های ۱۹۵۸–۱۹۶۱ میلادی در دانشگاه کوئینز بلفاست (ایرلند شمالی) در رشته «ادبیات و روانشناسی» تحصیل کرد و پس از پایان تحصیلات در قبرس در «مؤسسه ملکونیان» به کار تدریس زبان و ادبیات ارمنی پرداخت. از سال ۱۹۶۳ میلادی به بعد در لیسبون، پرتغال اقامت گزید. وی در آنجا مدیر بخش ارمنی بنیاد گالوست گلبنکیان شد. در سال ۱۹۵۶ میلادی مجموعه «بازگشت عنقریب» را منتشر ساخت. شعرها و داستان‌های ماویان در مجموعه‌های: «پاره‌های ارمنی» (۱۹۶۵)، «دفتر خاطرات آشفته» (۱۹۶۸)، «جان‌های دودنشده» (۱۹۷۷) انتشار یافته است. واهرام ماویان در سال ۱۹۸۳ میلادی در لیسبون بدرود حیات گفت.

## شعری از واهرام ماویان به نام (دو پائیز)
| از چه غمگینی؟                                       |  | از درخت پرسیدند بادهای پائیزی                                            |
| و آن درخت تک افتاده در دامنه کوه                    |  | بی صدا گریست: - من به درد فردایم می‌اندیشم وقتی که زمستان می‌آید           |
| درخت آرام وار زمزمه کرد و شاخه‌ها در آغوش هم پیچیدند |  | و از بوسه اندوهناک باد بیمار برگ‌های زرد رقصان در آسمانشان مرثیه سر دادند |
| غمگین مباش این سان باید که دوباره در بهار           |  | لباس عروسان به تن کنی اما، وای، بر انسان                                 |
| که زمستانش را بهاری در پی نیست...                   |  | بادهای پائیزی آرام زمزمه سر دادند و وزیدند و رفتند                       |